# Sabuloglossum
Sabuloglossum is een monotypisch geslacht van schimmels behorend tot de familie Geoglossaceae. Het bevat alleen Sabuloglossum arenarium.